# 8e corps de réserve (Empire allemand)
Pour les articles homonymes, voir 8e corps d'armée.
Le 8e corps de réserve est une grande unité de l'armée de l'Empire allemand.

## Histoire
Le corps est mis sur pied lors de la mobilisation du 2 août 1914, au début de la Première Guerre mondiale

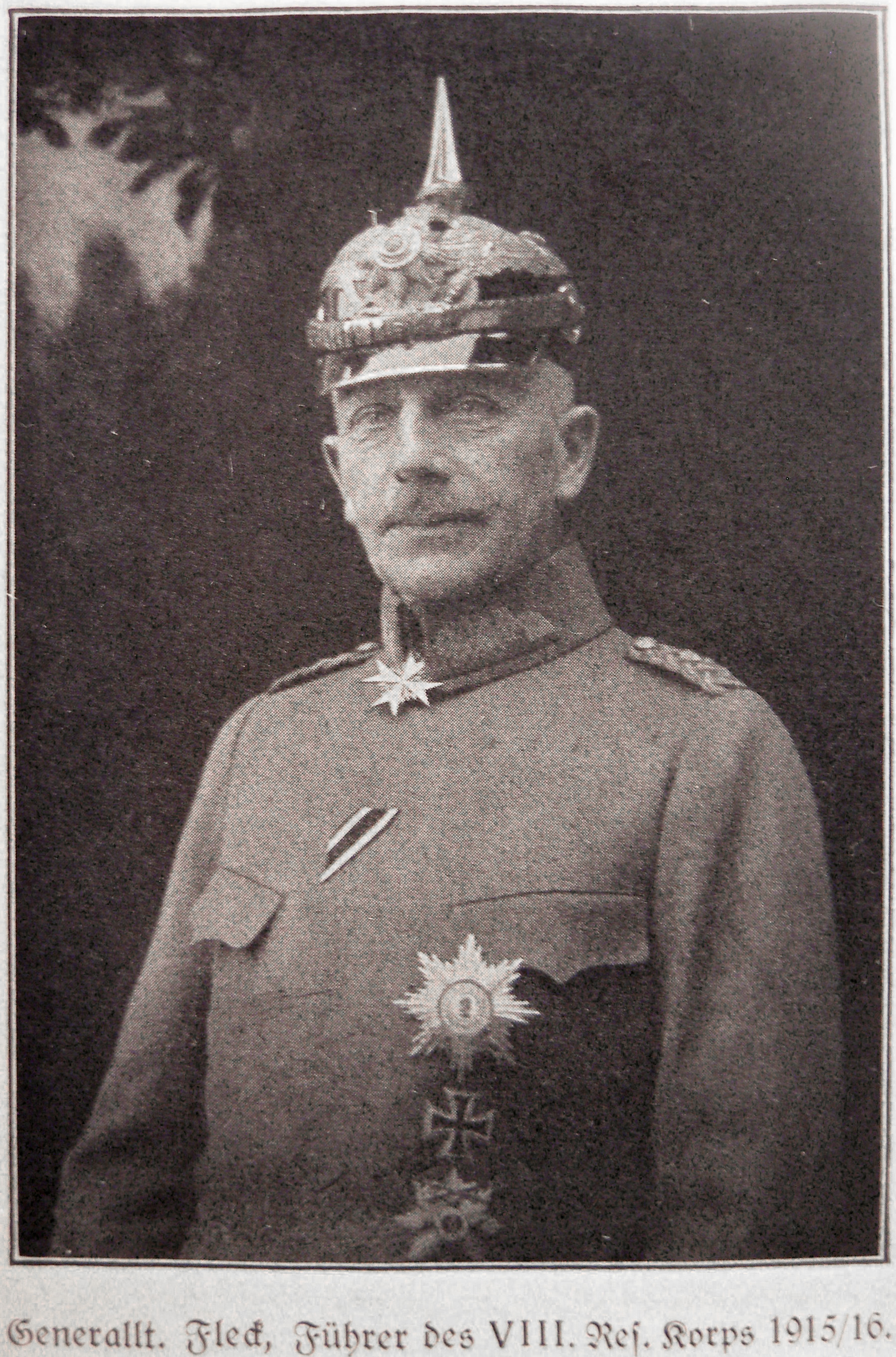
Paul Fleck

En formation avec la 4e armée, il entre en France sous le commandement du général d'infanterie Wilhelm von und zu Egloffstein (de) et combat sur le front occidental tout au long de la guerre. Lors de la bataille de Neufchâteau les 22 et 23 août 1914, le 8e corps de réserve, issu de la 2e rencontre, intervient dans les combats et élimine le danger qui menace le 18e corps d'armée. Le corps d'armée s'est retrouvé dans une situation de contre-attaque française entre Maissin et Bertrix. La 15e division de réserve (Generalleutnant Eberhard von Kurowski)  arrive à Villance en passant par Libin et mena une contre-attaque sur Maissin. La 16e division de réserve (lieutenant-général Wilhelm Mootz), qui suit, prend d'assaut les hauteurs à l'ouest d'Anloy avant la tombée de la nuit.
Fin septembre 1914, le corps est affecté à la 3e armée sous le commandement du colonel général Karl von Einem. Depuis le début de l'année 1915, sous le commandement du nouveau commandant, le général Paul Fleck (de), il porte, avec le  8e corps d'armée (Julius Riemann) le poids de repousser les assauts français lors de la bataille d'hiver de Champagne. En septembre 1915, lors de la bataille d'automne, la 16e division de réserve se trouve initialement en réserve dans l'arrière-pays près de Tahure, tandis que la 15e division de réserve (Generalmajor Kurt von Ditfurth) se trouve immédiatement entre Ripont et Massiges dans le centre des attaques françaises.
L'année 1916 se déroule de manière plus calme et est marquée par la défense de petites avancées dans la guerre de tranchées habituelle. Le 7 septembre 1916, le général Wichura est nommé nouveau général commandant. En avril 1917 au début de la bataille d'Arras, il remplace le 6e corps de réserve en tant que groupe Souchez et repoussent les attaques anglaises. De fin mai à août 1917, le corps est alors en Haute-Alsace et participe ensuite aux combats de l'Ailette au sein de la 7e armée participe aux combats sur l'Ailette. Lors de la bataille de la Malmaison en octobre 1917, les 14e, 37e et 52e divisions d'infanterie sont affectées au corps, qui perd le coin de Laffaux sous les attaques françaises.
Le 6 avril 1918, dans le cadre de l'offensive de printemps de la 7e Armée, le Corps se lance à l'attaque vers l'ouest sur la rive sud de l'Oise, à Amigny et sur l'Ailette, et force le passage de la rivière et la sortie de la forêt de Saint-Gobain avec la 14e division de réserve et la 241e division d'infanterie. Ensuite, en collaboration avec le groupe Schoeler, de fortes positions ennemies peuvent être conquises à Amigny ainsi que dans la partie nord-est de la forêt de Coucy. Ensuite, le corps d'armée progresse jusqu'au canal Oise-Aisne et, après d'âpres combats, peut également prendre Coucy-le-Château.
Au début de la troisième bataille de l'Aisne fin mai, les 37e et 113e divisions d'infanterie et la 14e division de réserve sont subordonnées au corps d'armée. Il s'engagea dans la bataille entre Soissons et Reims, franchit la partie ouest du Chemin des Dames, brise la résistance ennemie sur le plateau de Condé et prend d'assaut le fort du même nom. Ensuite, Vregny, Missy et les hauteurs à l'ouest de Cirey sur la rive sud de l'Aisne peuvent être prises et l'ennemi est repoussé par la Vesle jusqu'à la Marne. Le 15 juillet 1918, au début de la bataille de la Marne, le "Groupe Wichura" avec le "Groupe Conta" (4e corps de réserve) franchissent la Marne et forment une tête de pont au sud. Les 23e, 200e division d'infanterie et la 1re division de la Garde, qui ont été transférées, se sont cependant complètement embourbées après des succès initiaux. La contre-attaque lancée par la 9e armée française sous le commandement d'Antoine de Mitry menace massivement la retraite. Néanmoins, le 8e corps de réserve peut se replier sur la rive nord de la Marne à l'aube du 20 juillet 1918. Le 2 août, Soissons est perdu, le 3 août, les troupes allemandes reprennent leurs anciennes positions le long de la Vesle, qu'elles peuvent pour l'instant tenir contre de nouvelles attaques alliées. La 7e armée allemande - désormais sous les ordres du général d'infanterie Magnus von Eberhardt - se retire de la Vesle vers l'Aisne à partir du 4 septembre, et le 7 septembre, elle abandonne la dernière avancée du front au sud à Maizy. Le corps d'armée se retrouve ensuite dans des combats défensifs permanents jusqu'à la fin de la guerre en novembre 1918.

## Composition
Au début de la guerre, le corps est subordonné à la 4e armée et organisé comme suit :
- 15e division de réserve
  - 30e brigade d'infanterie de réserve
  - 32e brigade d'infanterie de réserve
  - 5e régiment d'uhlans de réserve
  - 15e régiment d'artillerie de campagne de réserve
  - 4e compagnie du 8e bataillon du génie
- 16e division de réserve
  - 29e brigade d'infanterie de réserve
  - 31e brigade d'infanterie de réserve
  - 2e régiment de cavalerie lourde de réserve
  - 16e régiment d'artillerie de campagne de réserve
  - 1re et 2e compagnie de réserve du 8e bataillon du génie
- Escouade de la gendarmerie du 8e corps de réserve

## Général commandant
| Grade                                  | Nom                                 | Date                               |
| -------------------------------------- | ----------------------------------- | ---------------------------------- |
| General der Infanterie                 | Wilhelm von und zu Egloffstein (de) | 2 août 1914 au 1er janvier 1915    |
| Generalleutnant                        | Paul Fleck (de)                     | 2 janvier 1915 au 6 septembre 1916 |
| Generalleutnant/General der Infanterie | Georg Wichura                       | 7 septembre 1916 à décembre 1918   |